# 麻樹ゆめみ
麻樹 ゆめみ（あさき ゆめみ、7月15日 - ）は、元宝塚歌劇団雪組の娘役。元雪組副組長。
兵庫県伊丹市、県立伊丹高等学校出身。身長160cm。愛称は「みき」、「ゆめみ」。

## 来歴
1996年、宝塚音楽学校に首席入学。
1998年、宝塚歌劇団に84期生として入団。宙組公演「エクスカリバー／シトラスの風」で初舞台。
1999年、組まわりを経て雪組に配属。
高い歌唱力とダンス力で実力派の娘役として活躍し、2010年4月26日付で、未来優希の退団に伴い、雪組副組長に就任。
2014年8月31日、壮一帆・愛加あゆトップコンビ退団公演となる「一夢庵風流記 前田慶次／My Dream TAKARAZUKA」東京公演千秋楽をもって、宝塚歌劇団を退団。

## 宝塚歌劇団時代の主な舞台

### 初舞台
- 1998年3〜5月、宙組『エクスカリバー〜美しき騎士たち〜』『シトラスの風』（宝塚大劇場のみ）

### 雪組時代
- 2001年2月、『猛き黄金の国』新人公演：お竜（本役：愛田芽久）／『パッサージュ』
- 2001年7月、『凱旋門』／『パッサージュ』（博多座） 初エトワール
- 2002年4月、『エンカレッジ・コンサート』（バウホール）
- 2002年5月、『追憶のバルセロナ』ガブリエラ、新人公演：セシリア（本役：白羽ゆり）／『ON THE 5th』
- 2003年1月、『春麗の淡き光に －朱天童子異聞－』侍女、新人公演：萌黄（本役：森央かずみ）／『Joyfull!!』
- 2003年6月、『アメリカン・パイ』（バウホール・東京特別）ジャニス
- 2003年8月、『Romance de Paris』エマ、新人公演：ガブリエル（本役：有沙美帆）／『レ・コラージュ －音のアラベスク－』
- 2004年1月、『送られなかった手紙』（バウホール・東京特別）エリザベート
- 2004年4月、『スサノオ -創国の魁（さきがけ）-』新人公演：アワジヒメ（本役：美穂圭子）／『タカラヅカ・グローリー!』
- 2004年11月、『青い鳥を捜して』新人公演：バーバラ（本役・灯奈美）／『タカラヅカ・ドリーム・キングダム』
- 2005年3月、『睡（ねむ）れる月』（シアタードラマシティ・東京特別、福岡）菊理御前
- 2005年6月、『霧のミラノ』モナ／『ワンダーランド』
- 2005年11月、『銀の狼』クレア／『ワンダーランド』（全国ツアー）
- 2006年2月、『ベルサイユのばら－オスカル編』バイオレット
- 2006年7月、『アルバトロス、南へ』（バウホール・東京特別）
- 2006年9月、『堕天使の涙』オレリー／『タランテラ！』
- 2007年2月、『ハロー!ダンシング』（バウホール）
- 2007年5月、『エリザベート -愛と死の輪舞（ロンド）-』スターレイ
- 2007年10月、『星影の人』市哉／『Joyfull!!Ⅱ』（全国ツアー）
- 2008年1月、『君を愛してる－Je t'aime－』ウイエ／『ミロワール』
- 2008年5月、『外伝ベルサイユのばら-ジェローデル編-』令嬢／『ミロワール』（全国ツアー）
- 2008年8月、『ソロモンの指輪』／『マリポーサの花』リタ
- 2009年1月、『カラマーゾフの兄弟』（シアタードラマシティ・東京特別）マルファ
- 2009年3月、『風の錦絵』／『ZORRO　仮面のメサイア』アルセニオ
- 2009年7月、『ロシアン・ブルー　-魔女への鉄槌-』ジナイーダ・ライフ／『RIO DE BRAVO!!』
- 2009年11月、『情熱のバルセロナ』ロジータ／『RIO DE BRAVO!!』（全国ツアー）
- 2010年2月、『ソルフェリーノの夜明け』シスター・アンヌ／『Carnevale 睡夢』
- 2010年7月、『ロジェ』ロサナ／『ロック・オン!』
- 2010年10月、『オネーギンEvgeny Onegin －あるダンディの肖像－』（東京特別・バウホール）ダーリャ・ラーリナ（ラーニナ夫人）
- 2011年1月、『ロミオとジュリエット』モンタギュー夫人
- 2011年4月、『ニジンスキー〜奇跡の舞神〜』（バウホール・東京特別）リポン侯爵夫人
- 2011年7月、『ハウ・トゥー・サクシード -努力しないで出世する方法-』（梅田芸術劇場）掃除婦
- 2011年9月、『仮面の男』ジャンヌ・ダルク／アンヌ王妃／『ROYAL STRAIGHT FLUSH!!』
- 2011年12月、『Samourai（サムライ）』（シアタードラマシティ・東京特別）前田光子
- 2012年3月、『ドン・カルロス』フェリア公女／『Shining Rhythm!』
- 2012年7月、『双曲線上のカルテ』（バウホール・東京特別）ジーナ・ムッソリーニ
- 2012年10月、『JIN-仁-』鈴屋タキ／『GOLD SPARK! -この一瞬を永遠に-』
- 2013年2月、『ブラック・ジャック 許されざる者への挽歌』（シアタードラマシティ・東京特別）医師連盟理事長
- 2013年4月、『ベルサイユのばら』カトリーヌ
- 2013年8月、『若き日の唄は忘れじ』ます／『ナルシス・ノアールII』（全国ツアー）
- 2013年11月、『Shall we ダンス?』ジェニファー／『CONGRATULATIONS 宝塚!!』
- 2014年3月、『ベルサイユのばら -オスカルとアンドレ編-』（全国ツアー）ジャルジェ夫人
- 2014年6〜8月、『一夢庵風流記 前田慶次』 - 深草屋しげ『My Dream TAKARAZUKA』 退団公演[2][3]

## 宝塚歌劇団退団後の主な活動

### 舞台
- 2015年9〜10月、『誓い〜奇跡のシンガー〜』（野方区民ホール・クレオ大阪中央館・いわき芸術文化交流館アリオス） 主演[4][5]